# Oberfähnrich
Le grade militaire d'oberfähnrich, dans la Bundeswehr, est porté par une personne militaire ou un membre des forces armées avec le dernier rang d'élève-officier. 
Dans les codes OTAN des grades du personnel militaire, le rang de Oberfähnrich est habituellement équivalent au niveau « OR-7 ».